# Ella Scott Lynch
Ella Scott Lynch (Sídney, Nueva Gales del Sur; 27 de septiembre de 1982) es una actriz australiana, conocida por haber interpretado a Claire Anderson en la serie All Saints y a Erin O'Shaughnessy en Crownies.

## Biografía
Es hija del ejecutivo de arte Michael Lynch y de la productora Jane Scott.
En 2004 se graduó de la escuela australiana National Institute of Dramatic Art "NIDA" con una licenciatura en Artes Escénicas (actuación). Fue buena amiga del actor Mark Priestley, hasta su muerte.
Desde 2008 sale con el actor australiano Toby Schmitz. En mayo de 2016 nació la primera hija de la pareja, Ziggy Schmitz.

## Carrera
En 1996 apareció en la película de drama y romance Shine.
En 2005 fue elegida para interpretar a Hayley Lawson en la serie australiana Home and Away, luego de que la actriz Bec Cartwright dejara la serie.
Apareció en el video de la canción "Never Meant to Fail" de Alex Lloyd.
En 2006 obtuvo un pequeño papel en la película de comedia y fantasía Charlotte's Web, también apareció en la película dramática Emulsion y en el telefilm The Silence donde interpretó a Lilya.
En 2008 apareció en la película dramática The Fall, donde dio vida a la chef Blossom Piggot, y en Monkey Puzzle, donde interpretó a Pippa.
Ese mismo año se unió al elenco como personaje recurrente de la serie australiana All Saints, donde interpretó a la eficiente y compasiva enfermera Claire Anderson quien llegó al hospital para ocupar el lugar de la enfermera Erica Thempleton, después de que la actriz Jolene Anderson, dejara la serie tras la muerte de su amigo Mark Priestley. Anteriormente Ella había aparecido por primera vez en la serie en 2005 donde interpretó a Shauna Lapin durante el episodio "New Beginnings".
En 2011 se unió al elenco principal de la serie Crownies donde interpretó a la abogada Erin O'Shaughnessy, hasta el final de la serie después de sólo una temporada el 1 de diciembre del mismo año, luego de que se decidiera hacer un spin-off de la serie en vez de una segunda temporada.
En 2012 se unió al elenco de la serie Underbelly: Badness donde interpretó a la oficial mayor de la policía Camille Alavoine, quien junto al detective Gary Jubelin (Matthew Nable) llevan a la justicia al criminal Anthony Perish (Jonathan LaPaglia).
En 2013 apareció como invitada en la serie Mr & Mrs Murder donde interpretó a Emily Gorman. Ese mismo año apareció en el spin-off de Crownies llamado Janet King donde interpretó nuevamente a la abogada Erin O'Shaughnessy.
En 2014 se unió al elenco de la serie Love Child donde da vida a Shirley Ryan, hasta ahora.
En 2015 apareció como invitada en la serie norteamericana NCIS: Los Angeles donde interpretó a Grace Dempsey quien se hacía pasar por la doctora Karen Ward.
En agosto del mismo año se anunció que Ella se había unido al elenco principal del drama Brock donde dará vida Bev Brock, la pareja del piloto australiano Peter Brock.
En febrero de 2018 se unió al elenco de la miniserie Underbelly Files: Chopper donde dio vida a Margaret Read, la segunda esposa del criminal y autor Mark "Chopper" Read (Aaron Jeffery).

## Filmografía

### Series de televisión
| Año         | Título                         | Personaje                   | Notas                                     |
| ----------- | ------------------------------ | --------------------------- | ----------------------------------------- |
| 2018        | Underbelly Files: Chopper      | Margaret Read               | 2 episodios - miniserie                   |
| 2017        | Doctor Doctor                  | Celia                       | ep. #2.5                                  |
| 2017        | Newton's Law                   | Lana Devries                | episodio "Control Theory"                 |
| 2016        | Brock                          | Beverly Brock               | 2 episodios - miniserie                   |
| 2016        | The Code                       | Meg Flynn                   | 6 episodios                               |
| 2014 - 2016 | Love Child                     | Shirley Ryan                | 26 episodios                              |
| 2015        | Miss Fisher's Murder Mysteries | Angela Lombard              | episodio "Game, Set & Murder"             |
| 2015        | NCIS: Los Angeles              | Dr. Karen Ward              | episodio "Spiral"                         |
| 2014        | Janet King                     | Erin O'Shaughnessy          | 8 episodios                               |
| 2013        | Serangoon Road                 | Angelica Warnock            | 3 episodios                               |
| 2013        | Mr & Mrs Murder                | Emily Gorman                | episodio "Keeping Up Appearances"         |
| 2012        | Underbelly: Badness            | Det. Camille Alavoine       | 8 episodios                               |
| 2011        | Crownies                       | Erin O'Shaughnessy          | 22 episodios                              |
| 2011        | City Homicide                  | Narelle O'Brien             | episodio "No Greater Honour: Tangled Web" |
| 2008 - 2009 | All Saints                     | Claire Anderson             | 42 episodios                              |
| 2005        | Home and Away                  | Hayley Smith                | 7 episodios                               |
| 1985        | Winners: Top Kid               | Miembro de la familia Doyle | episodio "Top Kid"                        |

### Películas
| Año  | Título          | Personaje          | Notas |
| ---- | --------------- | ------------------ | --- |
| 2015 | Brock           | Bev Brock          | junto a Matthew Le Nevez, Brendan Cowell, Natalie Bassingthwaighte & Steve Bisley                                      |
| 2013 | Fruit           | Isobel             | corto - junto a Kelly Paterniti, Daniel Krige & Katherine Shearer                                                      |
| 2012 | Redd Inc.       | Secretaria         | junto a Felix Williamson, Sam Reid, James Mackay & Kelly Paterniti                                                     |
| 2008 | Emmerald Falls  | Blossom Piggot     | junto a Georgie Parker, Vince Colosimo, Catherine McClements, Oliver Ackland, Andrew McFarlane, Tom Oakley & Tom Green |
| 2008 | Rope Burn       | Bella              | corto - junto a Valerie Berry, Amelia Best & Eloise Oxer                                                               |
| 2008 | Monkey Puzzle   | Pippa              | junto a Ryan Johnson, Ben Geurens & Socratis Otto                                                                      |
| 2008 | Charlotte's Web | Joven en la Feria  | junto a Kathy Bates & Dominic Scott Kay                                                                                |
| 2006 | Emulsion        | Oficial de Policía | junto a Fayssal Bazzi, Matthew Le Nevez & Toby Schmitz                                                                 |
| 2006 | The Silence     | Lilya              | junto a Richard Roxburgh, Essie Davis, Damian de Montemas, Joel Tobeck & Firass Dirani                                 |
| 1996 | Shine           | Jessica            | junto a Geoffrey Rush, Sonia Todd, Chris Haywood, Nicholas Bell & Noah Taylor                                          |

### Videos musicales
| Año  | Artista    | Canción               | Notas                        |
| ---- | ---------- | --------------------- | ---------------------------- |
| 2005 | Alex Lloyd | "Never Meant to Fail" | apareció en el video musical |

### Teatro
| Año  | Obra                                                | Personaje | Director (a)  | Teatro            | Notas                                                        |
| ---- | --------------------------------------------------- | --------- | ------------- | ----------------- | ------------------------------------------------------------ |
| 2007 | Capture the Flag                                    | Mathilde  | Toby Schmitz  | Old Fitz. Theatre | junto a Robin Goldsworthy, Sam North & Anthony Gee           |
| 2006 | Constance Drinkwater and the Final Days of Somerset | Hope      | Leland Kean   | Stables Theatre   | junto a David Callan, Susan Prior & Billie Rose Prichard     |
| 2005 | Love Letters                                        | -         | John Clark    | Parade Theatre    | junto a Justine Clarke, Alex Dimitriades & Daniel MacPherson |
| 2005 | Jumping and All That                                | -         | Angus Stevens | Old Fitz. Theatre | junto a Matt Foster, Victoria Imber & Darren Weller          |
| 2004 | This Blasted Earth/A Christmas Miracle With Music   | -         | Leland Kean   | Old Fitz. Theatre | junto a Travis Cotton, Ewen Leslie & Rohan Nichol            |
| 2004 | Playhouse Creatures                                 | -         | John Clark    | Theatre Royal     | junto a Simon Keen, Robin McLeavy & Annie Maynard            |